# Microchaetidae
Microchaetidae ist der Name einer Familie von Wenigborstern in der Ordnung der Crassiclitellata (Regenwürmer im weiteren Sinne), die im südlichen Afrika verbreitet sind.

## Merkmale
Die Microchaetidae haben einen zylindrischen Körper und besitzen keine dorsalen Poren. Der Oesophagus bildet im 7. Segment einen Kaumagen, während es einen solchen im Mitteldarm nicht gibt. Zwischen dem 9. und dem 10. Segment hat der Darm eine einzelne Kalkdrüse. Das geschlossene Blutgefäßsystem der Microchaetidae weist weder subneurale noch supra-oesophageale Gefäße auf. Die wohl entwickelten, großen Nephridien zeigen in den ersten Segmenten zahlreiche Schleifen und münden dort oft in den Darm. Selten – in der Gattung Tritogenia – kann es 2 Paar Metanephridien pro Segment geben.
Das Clitellum der Zwitter ist stets sattelförmig und nimmt im Bereich vom 4. bis zum 34. Segment etwa 20 Segmente ein. Eine rippenförmige oder papillenartige Tubercula pubertatis ist vorhanden, und das Paar der männlichen Geschlechtsöffnungen liegt innerhalb des Clitellums hinter dem 16. Segment. An den Geschlechtsborsten sitzen Borstendrüsen, und es gibt keine Kopulationssäcke. Die Tiere haben keine Prostatae. Die adiverticulaten (keine Blindsäcke aufweisenden), manchmal schlangenförmigen Receptacula seminis münden über unauffällige zahlreiche, manchmal paarige Öffnungen in den Furchen zwischen dem 10. und dem 15. Segment nach außen.

## Verbreitung, Lebensraum und Lebensweise
Die Microchaetidae sind im südlichen Afrika verbreitet. Die Microchaetidae sind wie andere Crassiclitellaten Bodenbewohner und Substratfresser, welche die organischen Bestandteile des verschluckten Substrats verdauen.

## Gattungen
Die Familie Microchaetidae hat etwa 6 Gattungen:
- Bilimba Rosa, 1890
- Brachydrilus Benham, 1888
- Geogenia Kinberg, 1867
- Microchaetus Rapp, 1849 (Synonym Microchaeta Beddard, 1886)
- Proandricus Plisko, 1992
- Tritogenia Kinberg, 1867

Die zunächst zu dieser Familie gestellte Gattung Kazimierzus Plisko, 2006 hat nun den Status einer eigenen Familie Kazimierzidae. Gleichfalls einen eigenen Status als Familie Kynotidae hat die Gattung Kynotus Michaelsen, 1891 (Synonym Geophagus Keller, 1885).